# Bijna perfect getal
In de wiskunde is een bijna perfect getal een positief geheel getal waarvan de som van alle echte delers gelijk is aan {\displaystyle 1} minder dan dat getal. Dus als {\displaystyle n} het bijna perfecte getal is en {\displaystyle s(n)} de som is van alle echte delers van {\displaystyle n}, dan is:
{\displaystyle s(n)=n-1}
Een bijna perfect getal is een bijzonder geval van een gebrekkig getal.
Alle machten van twee zijn bijna perfecte getallen. Er geldt immers dat alle delers van twee ook machten van twee zijn, en:
{\displaystyle 1+2+4+\ldots +2^{n-1}=2^{n}-1}
Het is niet bekend of er ook andere bijna perfecte getallen bestaan. 
Een bijna perfect getal is ook als volgt te definiëren. Onder {\displaystyle \sigma (n)} wordt de som verstaan van alle positieve getallen waardoor {\displaystyle n} is te delen, inclusief {\displaystyle n} zelf. Voor een bijna perfect getal geldt in dit geval:
{\displaystyle \sigma (n)=2n-1}